# 마치에이 슈쳉스니
마치에이 바브지니에츠 슈쳉스니(폴란드어: Maciej Wawrzyniec Szczęsny, 폴란드어 발음: [ˈmat͡ɕɛj ˈʂt͡ʂɛ̃snɨ], 1965년 6월 2일~)는 폴란드의 축구 선수, 지도자, 평론가로 선수 시절 포지션은 골키퍼였다. 4개의 구단에서 엑스트라클라사 우승을 달성한 유일한 축구 선수이며 보이치에흐 슈쳉스니의 아버지이다.

## 구단 경력
레기아 바르샤바 소속으로 1995-96년 UEFA 챔피언스리그에 출전해 8강에 진출했고 비제프 우치 소속으로 1996-97년 UEFA 챔피언스리그에 참가했다. 레기아 바르샤바 소속으로 1994년과 1995년 엑스트라클라사 우승을, 비제프 우치 소속으로 1997년 우승을, 폴로니아 바르샤바에서 2000년 우승을, 비스와 크라쿠프 소속으로 2001년 우승을 달성하며 4개 구단에서 엑스트라클라사 우승을 달성한 유일한 축구 선수 기록을 가지고 있다.

## 국가대표팀 경력
1991년 3월 13일 폴란드 축구 국가대표팀과 핀란드 축구 국가대표팀과의 친선 경기에서 후반전에 카지미에시 시도르추크와 교체되어 경기에 출전하며 폴란드 대표팀 데뷔전을 가졌다. 그는 1995년 6월 7일 폴란드가 슬로바키아 축구 국가대표팀에 5대 0으로 승리한 UEFA 유로 1996 예선 1조 경기에도 출전했으며 대표팀에서 6번의 친선 경기를 포함해 총 7경기에 출전했다.

## 개인사
아들들 모두 축구인으로 활동하고 있다. 1987년 태어난 첫째 아들 얀 슈쳉스니는 골키퍼로 활동하다 선수 경력을 마감하고 골키퍼 코치로 활동하고 있고 1990년 태어난 둘째 아들 보이치에흐 슈쳉스니도 골키퍼로 활동하고 있다. 보이치에흐는 아스널 FC, AS 로마, 유벤투스 FC 등에서 활동했고 폴란드 대표팀에서 가장 많은 경기에 출전한 골키퍼가 되었다.

## 수상 내역
레기아 바르샤바
- 엑스트라클라사: 1993–94, 1994–95
- 푸하르 폴스키: 1989–90, 1993–94, 1994–95

 비제프 우치
- 엑스트라클라사: 1996-97

 폴로니아 바르샤바
- 엑스트라클라사: 1999-2000
- 수페르푸하르 폴스키: 2000

 비스와 크라쿠프
- 엑스트라클라사: 2000-01
- 푸하르 리기 폴스키에이: 2000-01